# Kalamaja
Kalamaja (de naam betekent ‘vishuis’; de Duitse naam was Fischermay of Fischermai) is een subdistrict of wijk binnen het stadsdistrict Põhja-Tallinn in Tallinn, de hoofdstad van Estland. De wijk ligt ten noordwesten van de historische binnenstad, achter het Baltische station.
De wijk had 12.259 inwoners op 1 januari 2020.

## Geschiedenis

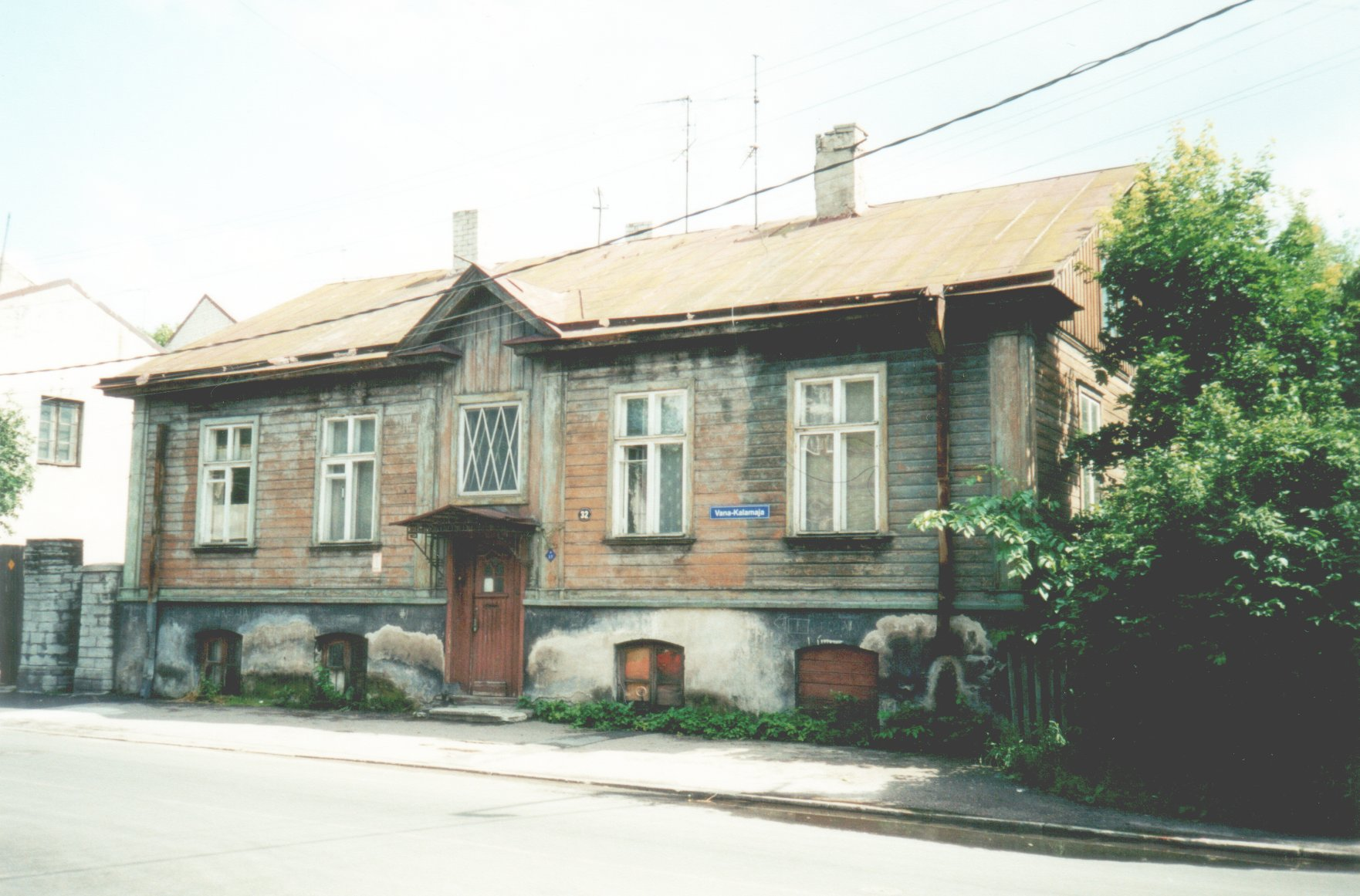
Houten huis in Kalamaja

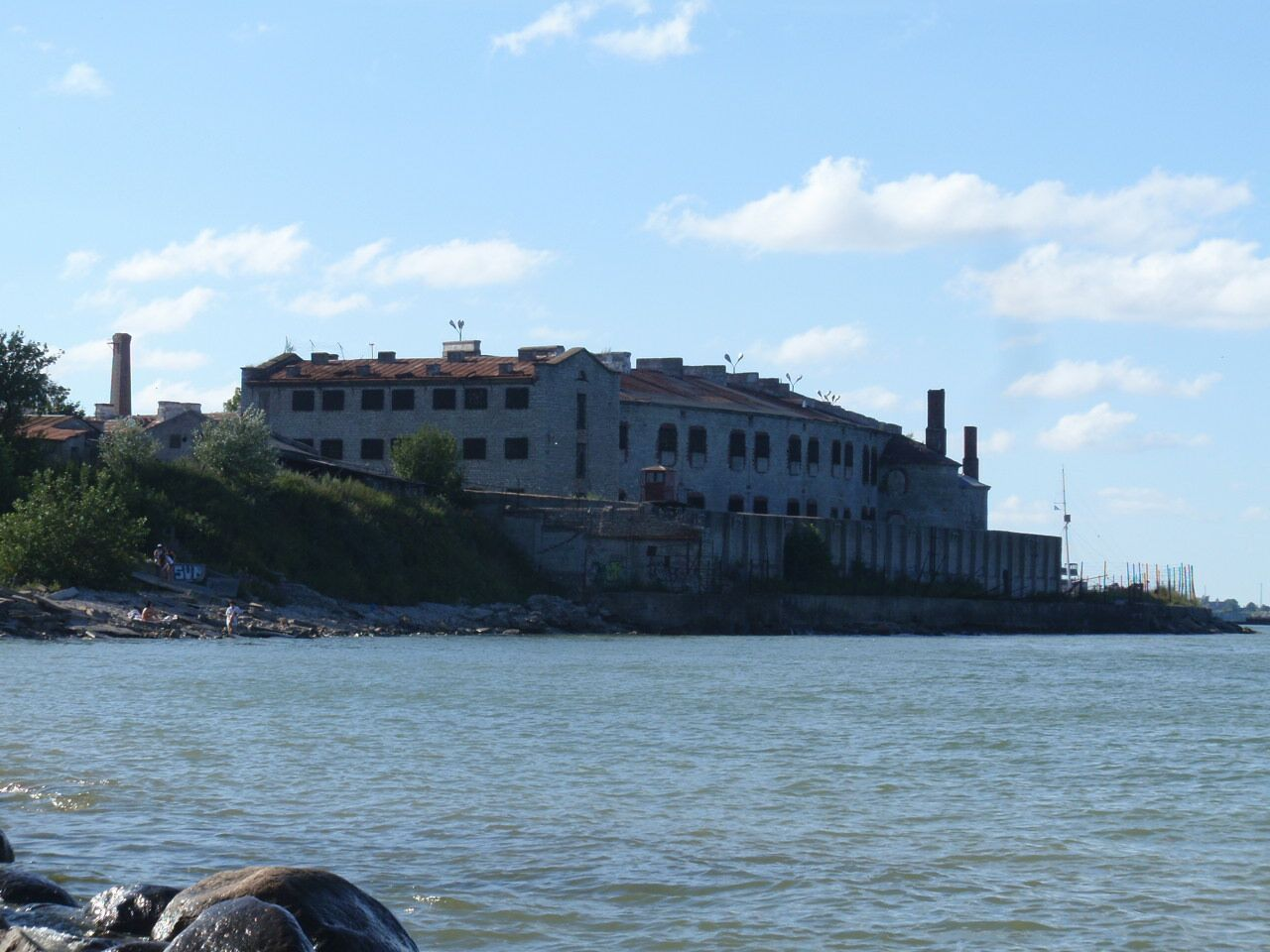
Patarei, vroeger fort, kazerne en gevangenis, nu cultureel centrum

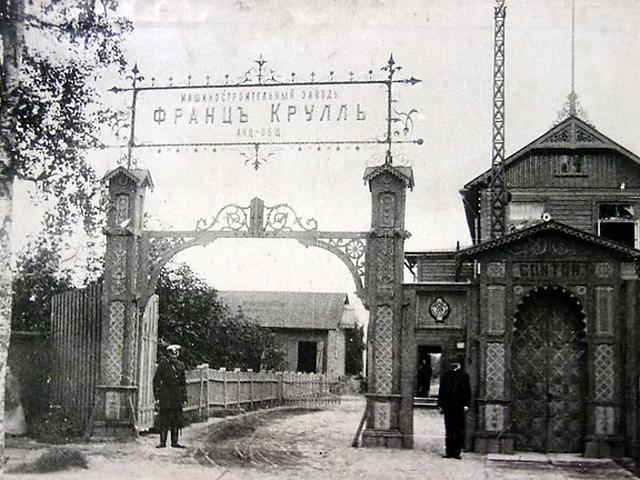
De fabriek van Franz Krull omstreeks 1900

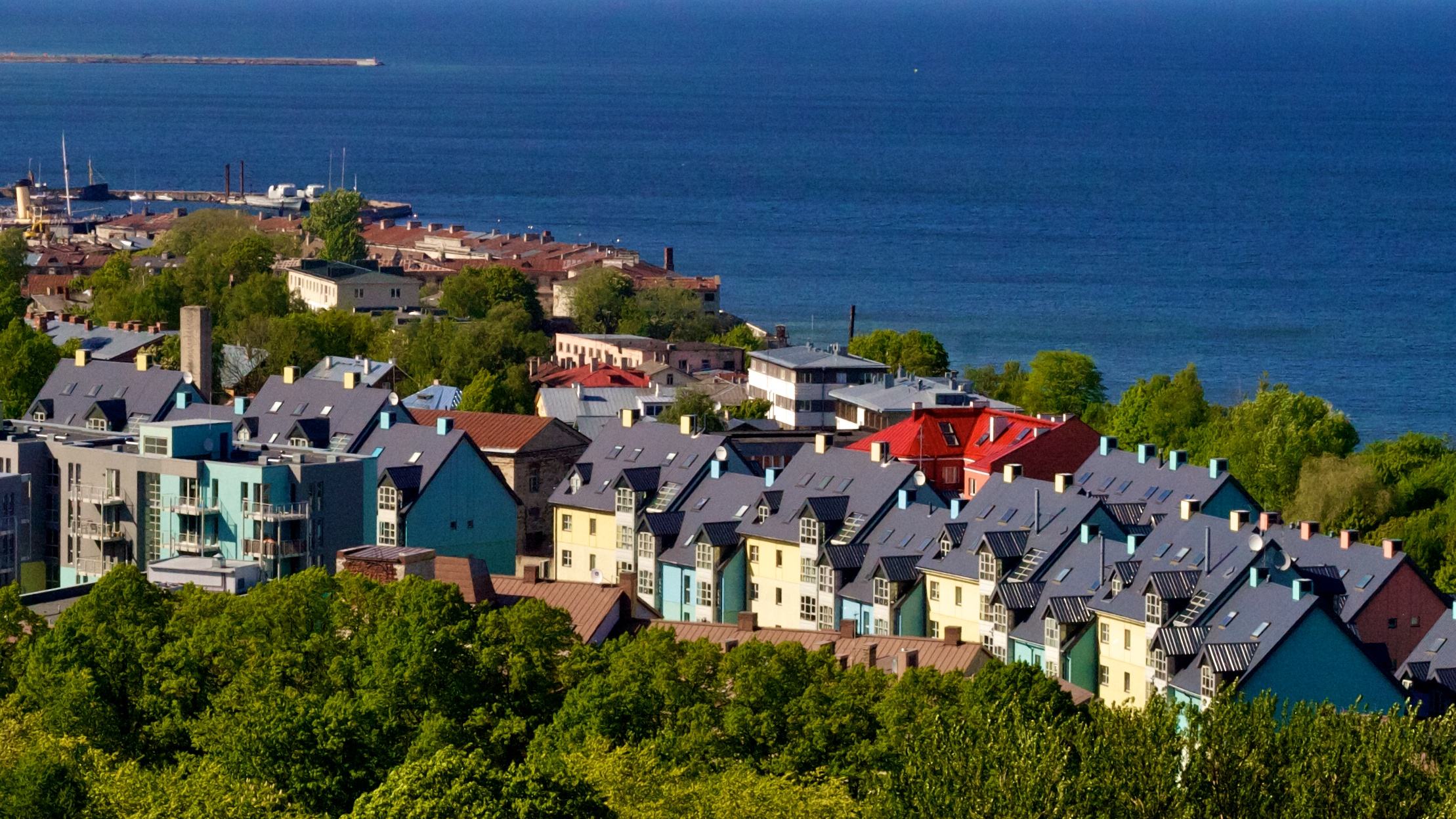
Ilmarine, een nieuwbouwproject in Kalamaja

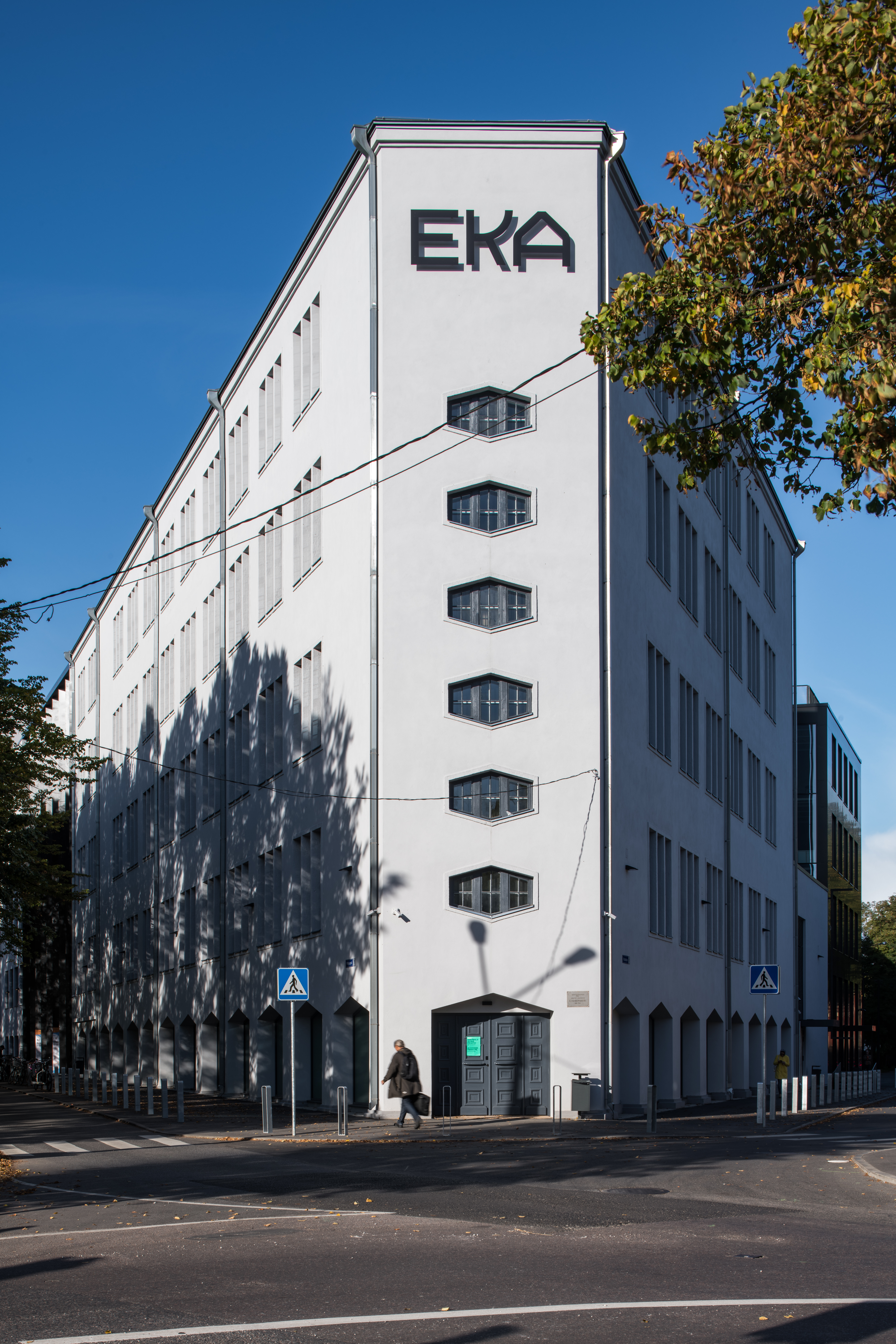
Pand van de sokkenfabriek Suva, inmiddels verbouwd tot onderkomen voor de Estische Kunstacademie

### Voorstad
Kalamaja ontstond in de middeleeuwen als voorstad van Tallinn buiten de stadsmuren. De oudste schriftelijke vermelding van de wijk dateert van rond 1370.
De bevolking van Kalamaja bestond voor het grootste deel uit Esten die werk kwamen zoeken in de stad. De haven van Tallinn bood daarvoor tal van mogelijkheden. Ze werden visser, havenarbeider, voerman, vrachtschipper, vishandelaar of loods. Behalve – doorgaans houten – woonhuizen kende de wijk ook talrijke kroegen, herbergen en bordelen.
In 1438 werd in de buurt van de ‘Grote Kustpoort’ (Suur rannavärav, bij de Dikke Margareta) een kapel in gebruik genomen, gewijd aan de heilige Gertrudis van Helfta. Het bouwwerk, half hout, half steen, bleef staan tot 1540. In 1545 werd een nieuwe kerk ingewijd, die wat verderop stond, maar die brandde in 1571 af. In 1602 was de volgende kerk gereed, maar die werd in 1710, tijdens de Grote Noordse Oorlog, vernield.
De Noordse Oorlog en de pestepidemie die daarop volgde, decimeerden de bevolking van Kalamaja. Pas de bouw van een Russische oorlogshaven op bevel van tsaar Peter I in de 18e eeuw bracht de voorstad nieuwe bloei. Er werden ook artilleriestellingen gebouwd ter verdediging van de haven van Tallinn.
Tijdens de Krimoorlog (1853-1856) werden delen van Kalamaja preventief met de grond gelijk gemaakt, om de Engelsen en Fransen, met wie Rusland in oorlog was, geen dekking te bieden, mochten ze daar landen. Na de oorlog verloor de marinehaven haar betekenis. Het fort Patarei, dat tussen 1828 en 1840 direct aan de Baai van Tallinn was gebouwd, met muren van twee meter dik, werd rond 1860 in gebruik genomen als kazerne en in 1919 als gevangenis. Sinds 2007 is Patarei een cultureel centrum.

### Industrialisatie
In de tweede helft van de 19e eeuw werden op de kaalgeslagen stukken van Kalamaja fabrieken gebouwd. Een door de Duits-Baltische architect Rudolf Otto von Knüpffer ontworpen gasfabriek werd gebouwd in 1865. Onder de eerste industrieën die zich hier vestigden, waren ook bedrijven in de sector metaalbewerking. Toen de spoorlijn Tallinn-Paldiski gereedkwam, moesten werkplaatsen voor locomotieven en wagons worden gebouwd. Rond 1880 waren daarin rond 500 mensen werkzaam.
Op het eind van de 19e en het begin van de 20e eeuw werden in Kalamaja drie grote bedrijven gevestigd: een fabriek voor werktuigbouwkundige apparaten, Franz Krull geheten, naar de eigenaar, een fabriek voor elektrische apparatuur met de naam Volta, en de fabriek Wiegand, die machines en motoren maakte. Volta maakte vanaf 1910 ook wapens voor het tsaristische leger. Alle drie de fabrieken werden in 1940 genationaliseerd, maar zijn inmiddels heropgericht. De fabriek van Krull heet nu Tallinna Masinatehas AS, Volta heet AS Volta en Wiegand AS Ilmarine (thans gevestigd in Maardu). Michail Kalinin, de latere president van de Sovjet-Unie, werkte in het begin van de 20e eeuw enige tijd bij Volta.
De industrialisering van Kalamaja zorgde voor een toename van de bevolking. Voor de arbeiders werden huizen van twee verdiepingen gebouwd, meestal van hout.
In 1913 kwam in Kalamaja de eerste elektriciteitscentrale van Tallinn gereed. Het hoofdgebouw was een jugendstilontwerp van de hand van de architect Hans Schmidt. Tussen 1927 en 1929 kwam daar een turbinehal bij, in 1932 een transformatorstation en een ketelhuis. Het hoofdgebouw is nu een wetenschapsmuseum.
Al spoedig na de ingebruikname van de centrale was een groot deel van Kalamaja op het elektriciteitsnet aangesloten. In 1915 reed hier de eerste stoomtram. In de jaren twintig en dertig kwamen er nieuwe industrieën in Kalamaja: de chocoladefabrieken Renomee en Soliid, de luciferfabriek Lendra, het metaalbedrijf Aivaz  en het textiel- en tabakconcern Oskar Kilgas. Er werden ook nieuwe woningen gebouwd, vaak in de stijl van het functionalisme.
In 1932 vestigde zich op de hoek van de Kotzebue tänav en de Põhja puiestee de sokkenfabriek Suva. Het gebouw, ontworpen door de architect Eugen Habermann, is in de jaren 2014-2016 verbouwd tot onderkomen voor de Estische Kunstacademie.

### Tijdens en na de Tweede Wereldoorlog
Op 9 maart 1944, tijdens de Tweede Wereldoorlog, werden grote delen van Tallinn door een Sovjetbombardement vernield. Daaronder waren ook stukken van Kalamaja. Na de oorlog werden op de puinhopen enige gebouwen in Sovjetstijl opgetrokken, waaronder het cultuurcentrum Salme (Salme kultuurikeskus), dat in 1965 werd opgeleverd.
Desondanks heeft de wijk steeds haar karakter van oude stad met houten huizen behouden. De wijk is populair bij kunstenaars.

## Het kerkhof van Kalamaja

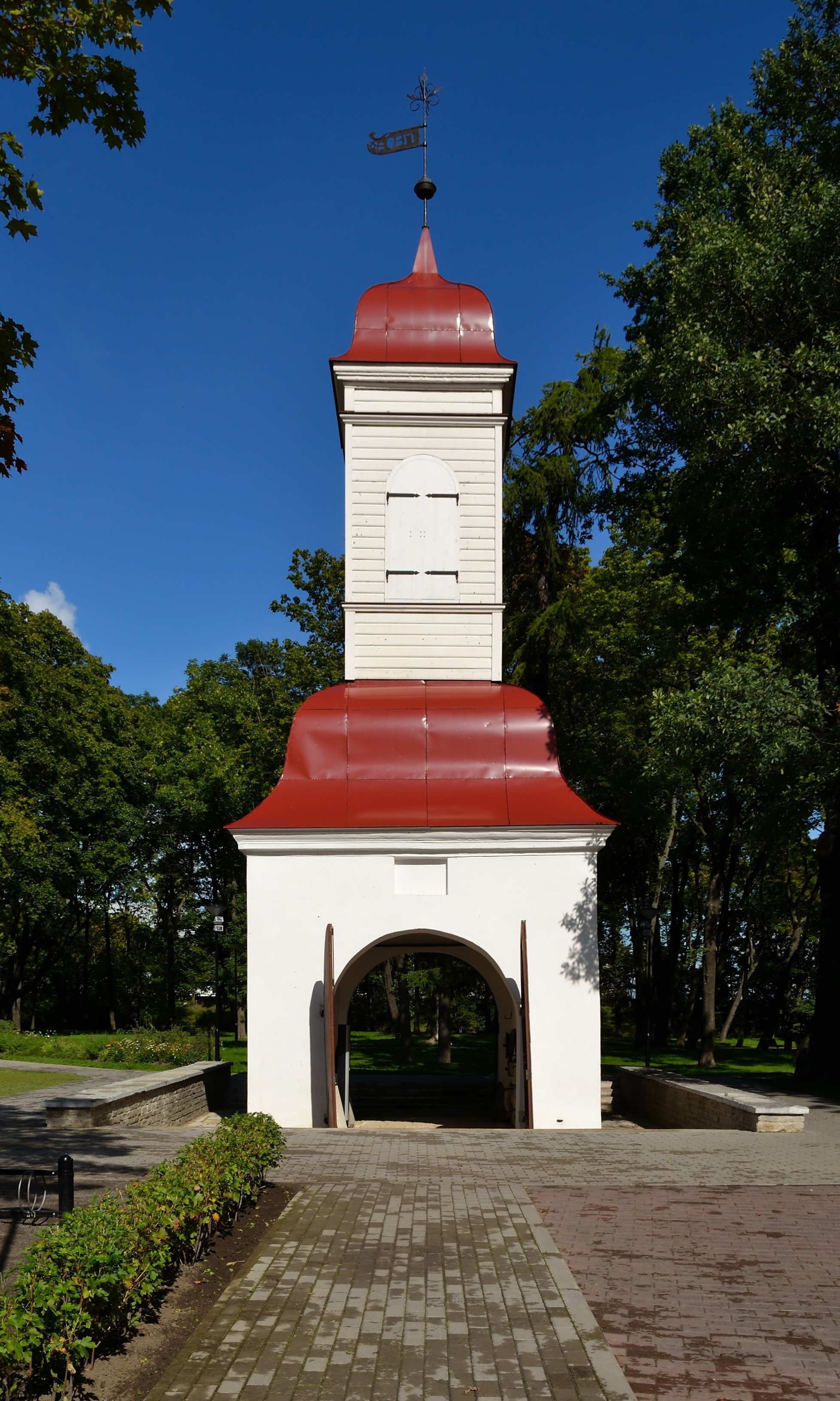
De ingang van het Kalamaja kalmistupark

In Kalamaja bevond zich een van de oudste kerkhoven van Tallinn. Het werd gesticht in de 15e of 16e eeuw. Hier werden vooral Esten uit de Estischtalige parochies van de Heilige Geestkerk en de Sint-Janskerk begraven, naast Zweden uit de parochie van de Zweedstalige Sint-Michaelskerk. Ook een paar Baltische Duitsers werden hier ter aarde besteld, maar het kerkhof dat speciaal voor de Baltische Duitsers was bedoeld, lag in Kopli.
Men verkreeg toegang tot het kerkhof door een poort met een klokkentoren, die was gebouwd in 1780. De poort staat er nog steeds. In 1863 werd ook een kapel gebouwd.
Vanaf 1951 werd op het kerkhof niet meer begraven. De oppervlakte bedroeg toen bijna 6,5 hectare.
De Sovjetautoriteiten lieten het kerkhof in 1964 – net als dat van Kopli – volledig egaliseren. Zelfs de begrafenisregisters werden vernietigd. De duizenden historische grafstenen werden elders in Tallinn als bouwmateriaal gebruikt, onder andere voor verdedigingswerken langs de kust. Ook de kapel werd gesloopt. Op het terrein werd een legerbasis ingericht.
Het terrein is sinds 1993 een openbaar park, Kalamaja kalmistupark geheten. De kapel is herbouwd en een plaquette tegen de muur van de kapel herinnert aan het vroegere kerkhof.

## Vervoer
De Kopli tänav is de weg die de grens vormt met de wijken Pelgulinn en Kelmiküla. Over die weg lopen de tramlijnen 1 van Kopli naar Kadriorg en 2 van Kopli naar Ülemiste. De wijk wordt ook bediend door een aantal buslijnen.